# Victoria Vetri
Victoria Vetri (nacida el 26 de septiembre de 1944; también conocida como Angela Dorian o Victoria Rathgeb) es una modelo y actriz estadounidense.[cita requerida]

## Biografía

### Carrera temprana
Vetri nació en San Francisco, California de padres inmigrantes italianos. Asistió al Hollywood High School en Hollywood, California entre 1959 y 1963, y más tarde estudió Arte en el Los Angeles City College. En 1963, se casó con su amor del instituto, con el que duró menos de un año. Tuvieron un hijo, Bret Vetri, nacido el 8 de septiembre de 1963. Ella comenzó a actuar y trabajar como modelo en su adolescencia.[cita requerida]
Aunque era cantante y bailarina, Vetri rechazó el papel de dobladora de voz de Natalie Wood en West Side Story (1961). Sobre esto ella dijo: "No quería ser conocida como una segundona." (Marni Nixon finalmente aceptó el trabajo.) Realizó audiciones para la protagonista en la adaptación de Stanley Kubrick de Lolita, pero al final Sue Lyon consiguió el papel.[cita requerida]
A comienzos de 1962, usando el nombre profesional de Angela Dorian, Vetri comenzó a trabajar en papeles invitados en televisión. Sus créditos incluyen episodios de Intriga en Hawái y otros. En 1965, Vetri interpretó a Debbie Conrad en un episodio de Perry Mason titulado "The Case of the Golden Girls". Ella también escribía poesía y tocaba la guitarra durante esta época.[cita requerida]

### Participación en Playboy
Usando el nombre de Angela Dorian, Vetri fue escogida Playmate del mes para el número de septiembre de 1967 de la revista Playboy, y seguidamente fue la Playmate del año en 1968. Fue fotografiada por Carl Gunther. Vetri ganó 20,000 dólares en premios cuando fue seleccionada como Playmate del Año. Entre otros premios, ganó también un coche (un AMC AMX rosa de 1968), un reloj de oro, esquís y un atuendo para esquiar, un vestuario completo, una cámara de cine, una máquina de escribir, una grabadora, un estéreo y una guitarra. Una fotografía de ella desnuda (junto a las conejitas Leslie Bianchini, Reagan Wilson y Cynthia Myers) fue insertada en la lista de comprobación del manguito de los astronautas en la actividad extravehicular del Apolo 12 por bromistas en la NASA.

### Películas a finales de los 60
Vetri apareció brevemente en Rosemary's Baby, donde fue acreditada como Angela Dorian. En una escena, Rosemary (Mia Farrow) observa que su personaje, Teresa "Terry" Gionoffrio, se parece a la actriz Victoria Vetri.
En enero de 1969, Vetri firmó un contrato con Warner Bros.-Seven Arts y se le ofreció el papel protagonista en Cuando los dinosaurios dominaban la tierra. Se negó a cambiar su pelo a rubio para la película. La historia requería una rubia, así que Vetri pidió una peluca a cambio. El columnista Hy Gardner describió a Vetri como «una nueva sex symbol en el horizonte de Hollywood» en marzo de 1971. Uno de sus papeles más recordados fue un breve fragmento sin diálogo, como la apariencia humana de un gato que cambia de forma en un episodio de Star Trek ("Assignment: Earth").[cita requerida]
Val Guest, quien la dirigió en Cuando los dinosaurios dominaban la tierra, llamó a Vetri «un auténtico cero a la izquierda y una dama de una mezcla muy extraña... Era difícil llevarla. Era una... idiota.»
Vetri posó en topless para el reportaje de Playboy en abril de 1984 Playmates Forever! Part Two.[cita requerida]
En la biografía de 2004 de Tom Clancy sobre el general Tony Zinni, marine de los EE. UU., Battle Ready (capítulo 2), Zinni comenta haber recibido un ejemplar del número de septiembre de 1967 de Playboy como regalo para su cumpleaños de un grupo de asesores. Dice que aún lo conserva como recuerdo del tiempo que pasó en Vietnam.[cita requerida]

## Vida personal

### Matrimonio
Vetri se casó con Bruce Rathgeb en 1986, y cambió su apellido legal a Victoria Rathgeb como resultado del matrimonio. No se sabe que tuviesen hijos.[cita requerida]

### Condena por intento de homicidio
Vetri fue acusada de intento de homicidio después de que supuestamente disparase a Rathgeb desde cerca dentro del apartamento en Hollywood que ambos compartían en ese momento después de una discusión el sábado 16 de octubre de 2010.
La División de Hollywood del Departamento de Policía de Los Ángeles arrestó a Vetri ese mismo día. Fue enviada a la cárcel con una fianza de 1,53 millones de dólares. El juez se negó a reducir la fianza hasta que se celebrase el juicio. En enero de 2011, el juez también denegó la petición del abogado de Vetri de reducir los cargos por intento de homicidio. Le ordenaron enfrentarse a un juicio por ese cargo.
Entre enero y septiembre de 2011, los cargos contra Vetri se redujeron a tentativa de homicidio y ella no presentó ninguna objeción. El juez la sentenció a pasar nueve años en una penitenciaría estatal.

## Filmografía

### Cine
| Año  | Título                                     | Papel            | Notas |
| ---- | ------------------------------------------ | ---------------- | ----- |
| 1962 | The Pigeon That Took Rome                  |                  |       |
| 1963 | Kings of the Sun                           | Ixzubin          |       |
| 1967 | Chuka                                      | Helena Chavez    |       |
| 1968 | Rosemary's Baby                            | Terry Gionoffrio |       |
| 1970 | Cuando los dinosaurios dominaban la tierra | Sanna            |       |
| 1973 | Group Marriage                             | Jan              |       |
| 1973 | Invasion of the Bee Girls                  | Julie Zorn       |       |

### Televisión
| Año     | Título                          | Papel                               | Notas                                               |
| ------- | ------------------------------- | ----------------------------------- | --------------------------------------------------- |
| 1962    | Going My Way                    | Carmel                              | "The Father"                                        |
| 1962    | Cheyenne                        | Pájaro Blanco                       | "Johnny Brassbuttons"                               |
| 1962    | Intriga en Hawái                | Kini                                | "To See, Perchance to Dream"                        |
| 1962–63 | The Gallant Men                 | Hermana Catherine / Teresa Borrelli | "A Place to Die", "Next of Kin"                     |
| 1964    | Destry                          | Maiya                               | "Ride to Rio Verde"                                 |
| 1964    | The Tenderfoot: Part 2          | Margarita                           | Película para TV de Disney                          |
| 1964    | The Bill Dana Show,             | Maria                               | "Jose on the Ledge or the Crystal Room"             |
| 1964–65 | Wagon Train                     | Maria / Marie                       | "The Zebedee Titus Story", "The Jarbo Pierce Story" |
| 1965    | McHale's Navy                   | Gina                                | "Marriage, McHale Style"                            |
| 1965    | Bonanza                         | Essie                               | "Devil on Her Shoulder"                             |
| 1965    | Perry Mason                     | Debbie Conrad                       | "The Case of the Golden Girls"                      |
| 1966    | Run for Your Life               | Carmen                              | "Carnival Ends at Midnight"                         |
| 1966    | The Man from U.N.C.L.E.         | Charisma Highcloud                  | "The Indian Affairs Affair"                         |
| 1966    | The Big Valley                  | Teresa                              | "Legend of a General: Parts 1 & 2"                  |
| 1967    | Hogan's Heroes                  | Carla                               | "The Crittendon Plan"                               |
| 1967    | Death Valley Days               | Sacajawea                           | "The Girl Who Walked the West"                      |
| 1968    | Batman                          | Florence de Arabia                  | "I'll Be a Mummy's Uncle"                           |
| 1968    | Star Trek                       | La gata Isis en forma humana        | "Assignment: Earth"                                 |
| 1969    | The Courtship of Eddie's Father | Dolly Daly                          | "Mrs. Livingston, I Presume"                        |
| 1969    | The Pigeon                      | Barbara Hagen                       | Película para TV                                    |
| 1970    | Tierra de gigantes              | Lisa                                | "The Marionettes"                                   |
| 1970    | Daniel Boone                    | Susan                               | "Noblesse Oblige"                                   |
| 1970    | Night Chase                     | Beverly Dorn                        | Película para TV                                    |
| 1970    | Mission: Impossible             | Eve Zembra                          | "Squeeze Play"                                      |
| 1970    | To Rome with Love               | Christina                           | "Doctor Andy"                                       |
| 1971    | Incident In San Francisco       | Película para TV                    |                                                     |
| 1975    | Lucas Tanner                    | Connie                              | "Bonus Baby"                                        |